# Simon van der Stel
Simon van der Stel (14 d'octubre de 1639 - 24 de juny, de 1712) fou el primer governador de la Colònia del Cap de Bona Esperança. Era el fill d'Adriaan van der Stel, un oficial de la Companyia Holandesa de les Índies Orientals de la que n'era comandant a Maurici, i Maria Lievens, en part d'origen malai. Es va casar amb Johanna Jacoba Six (1645-1700).
Fou nomenat Comandant de la Colònia del Cap el 1679. Al cap d'un any hi va fundar la ciutat de Stellenbosch, que duia el seu nom. El 1691 fou nomenat Governador del Cap. Es va retirar en 1699 i fou pel seu fill Willem Adriaan van der Stel. A la seva jubilació desenvolupava la seva propietat a Constantia, on hi va morir el 1712.